# Campo Grande (metropolitana di Lisbona)
Campo Grande è una stazione della metropolitana di Lisbona, che serve le linee Gialla e Verde.
La stazione è stata inaugurata nel 1993 come stazione della linea Blu, ma nel 1995 la stazione è passata alla linea Rossa. Successivamente, la stazione è stata ampliata per servire la linea Verde.